# Van Biesbroeck 8
För andra betydelser, se Van Biesbroeck.
van Biesbroeck 8  är en flarestjärna (UV) som är del i mångstjärnesystemet V1054 Ophiuchi och Gliese 643 i stjärnbilden Ormbäraren. Systemet består av fem stjärnor, som alla är röda dvärgar och befinner sig på ett avstånd från jorden av ungefär 21 ljusår.
Van Biesbroeck 8, som även kallas V1054 Ophiuchi C och GJ 644 C, är en flarestjärna (UV) som länge misstänktes vara en brun dvärg.